# Sedum lucidum
Sedum lucidum es una especie de la familia de las crasuláceas.

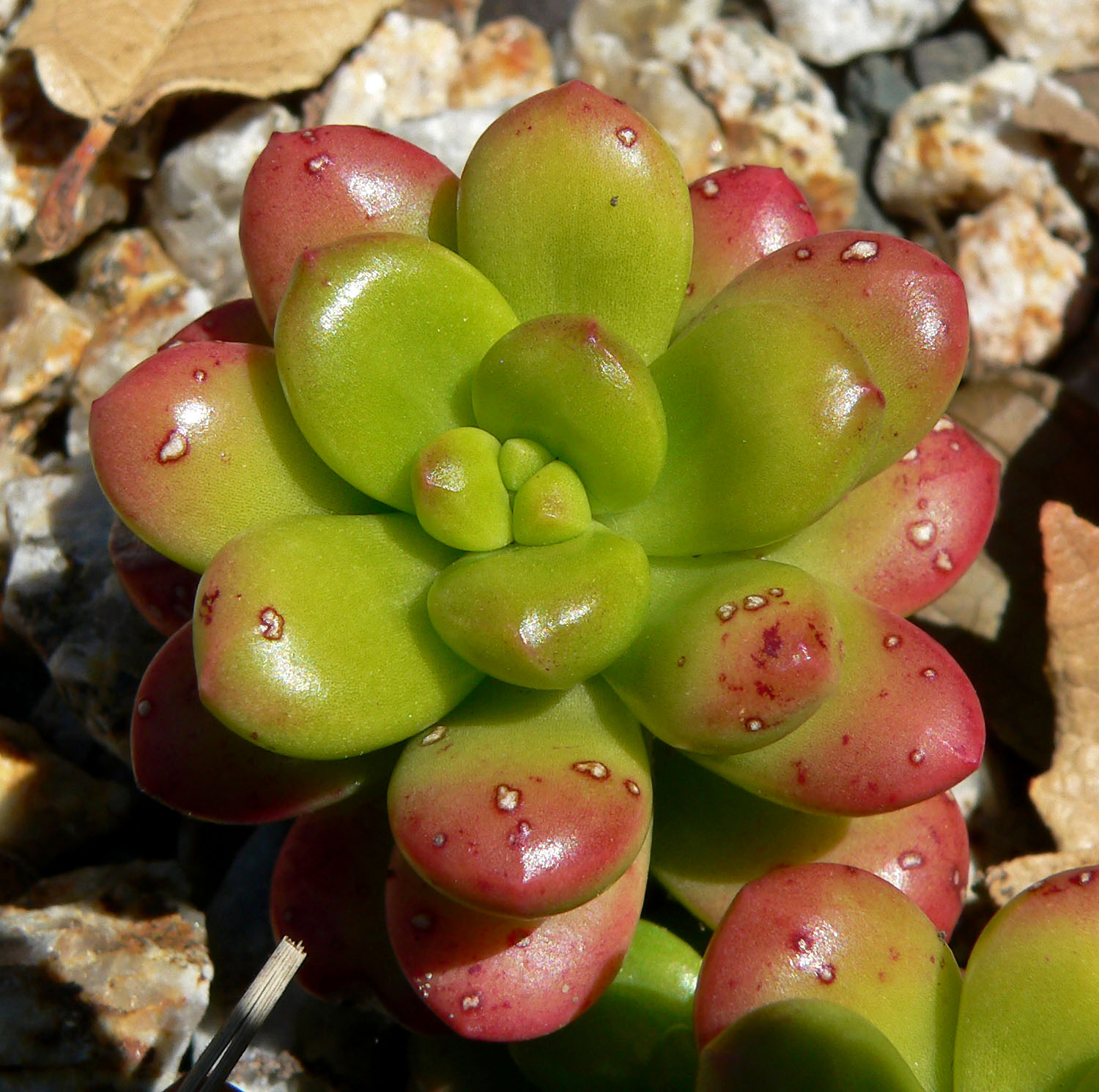
Detalle de las hojas

## Caracteres
Arbusto que alcanza 45 cm de alto y tiene hojas elípticas verde vivo de hasta 5 cm de largo y cabezuelas florales blancas que aparecen en los meses más frescos.

## Distribución
Es oriunda de México.

## Taxonomía
Sedum lucidum fue descrita por Robert Theodore Clausen y publicado en Cactus and Succulent Journal 23: 125. 1951.
Etimología
Ver: Sedum
lucidum: epíteto latino que significa "brillante, claro".